# Knautschzone

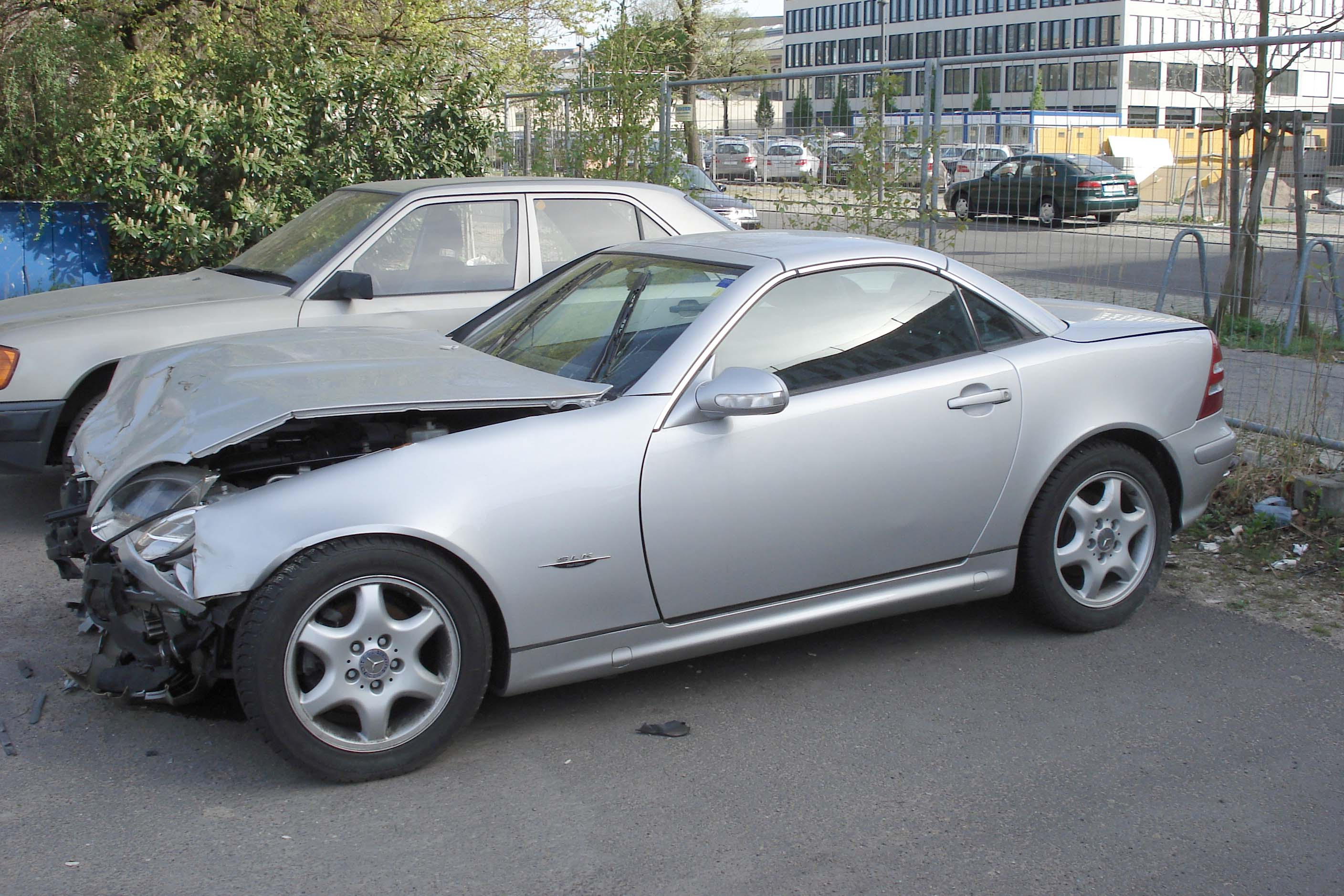
Verformte Knautschzone bei einem Mercedes-Benz R170; die Fahrgastzelle ist hier noch intakt

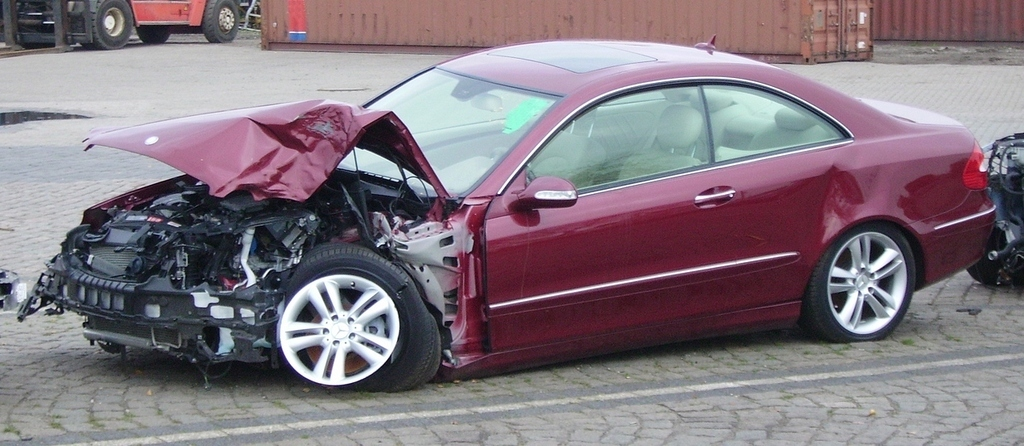
Knautschzone nach seitlich versetztem Frontaufprall bei einem Mercedes-Benz CLK Coupé 209

Als Knautschzone bezeichnet man Bereiche eines Fahrzeugs, die sich im Falle einer Kollision verformen und so Energie durch Verformungsarbeit absorbieren. Bekannt geworden ist der Begriff zuerst in der Automobiltechnik, danach hat er auch in anderen Bereichen, wie beispielsweise Schienenfahrzeugen oder beim Flugzeugbau Eingang gefunden. Die Knautschzone geht auf ein am 23. Januar 1951 angemeldetes und am 28. August 1952 zugeteiltes Patent des Ingenieurs Béla Barényi mit dem Titel „Kraftfahrzeug, insbesondere zur Beförderung von Personen“ zurück. Das erste nach diesem Konzept (Einteilung der Karosserie in drei „Boxen“: weicher Vorbau, gestaltfeste Fahrgastzelle, weiches Heck) gebaute Fahrzeugmodell war der Mercedes-Benz W 111 („Heckflosse“) von 1959.
In den Anfängen des Automobilbaus wurden die Fahrzeuge möglichst steif konstruiert, so dass bei einer Kollision mit einem Hindernis oder einem anderen Fahrzeug oft nur geringe Verformungen am Auto selbst auftraten (Rahmenbauweise). Daraus folgend wurden die Insassen enormen Verzögerungen ausgesetzt. 
Die Idee der Knautschzone zielt auf die Verringerung der auf die Insassen einwirkenden Beschleunigung ab und lässt sich aus der Gleichung für die Arbeit herleiten. 
Im Crashfall wird die im Fahrzeug enthaltene kinetische Energie in Verformungsenergie umgewandelt. Die dabei verrichtete Arbeit (Energieänderung) {\displaystyle \Delta E} ist das Integral der Kraft {\displaystyle \mathbf {F} } entlang des beim Crash zurückgelegten Weges {\displaystyle {\mathcal {S}}}. Mit dem zweiten Newtonschen Axiom folgt für den eindimensionalen Fall:
{\displaystyle \Delta E=\int _{\mathcal {S}}\mathbf {F} \cdot \mathrm {d} \mathbf {x} =\int _{0}^{s}ma\,\mathrm {d} x=mas,}
bei idealisiert konstant angenommener negativer Beschleunigung beim Aufprall. Die zum Stillstand umzusetzende Energie ist gegeben durch die kinetische Energie des sich mit Geschwindigkeit {\displaystyle v} bewegenden Fahrzeugs:
{\displaystyle \Delta E=-E_{\mathrm {kin} }=-{\frac {m}{2}}v^{2},}
Gleichsetzen liefert die (negative) Beschleunigung bei gegebener Länge der Knautschzone und Geschwindigkeit:
{\displaystyle a=-{\frac {v^{2}}{2s}}.}

## Deformationszone (Knautschzone)

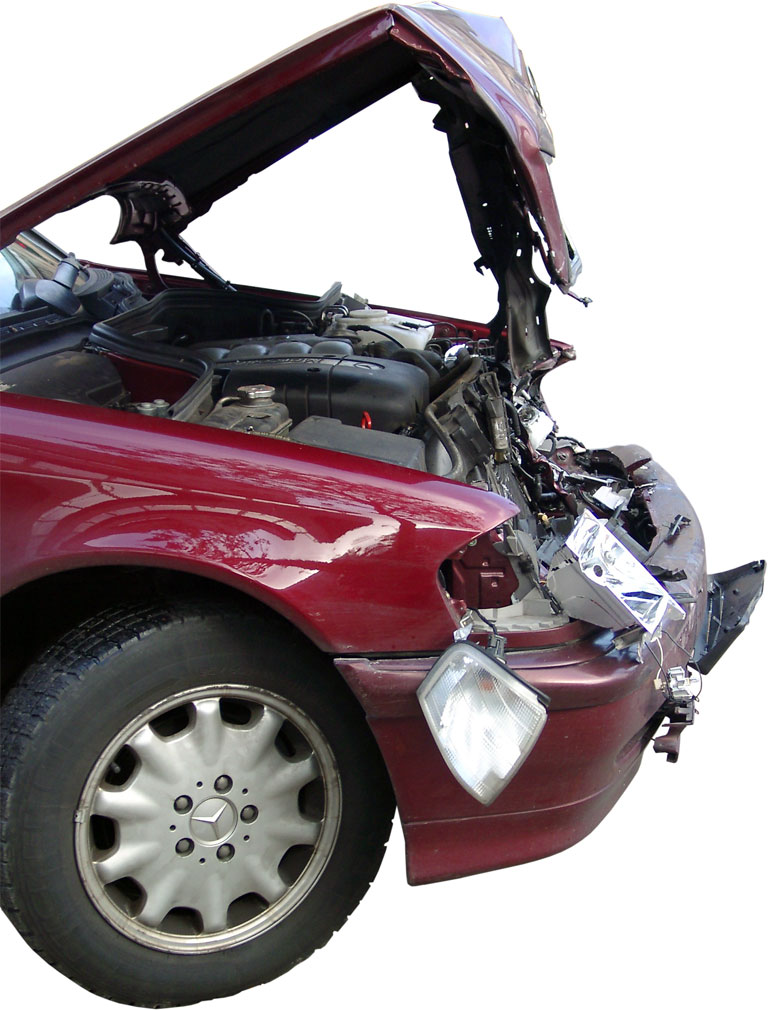
Knautschzone nach einem Unfall bei der Mercedes-Benz C-Klasse 202

Die Deformationszonen eines Automobils kann man in die Bereiche Fahrzeugfront, Seite und Heck einteilen.
- Front: Bei Frontalkollisionen treten üblicherweise die höchsten Relativgeschwindigkeiten zum Hindernis auf, weshalb der Gestaltung des Vorderwagens die größte Bedeutung zukommt. In den meisten Automobilen liegt in diesem Bereich der Motor, der trotz der hohen auftretenden Kräfte praktisch nicht verformbar ist und somit keine Energie aufnimmt. Den Großteil der Energie absorbieren die Querträger, die üblicherweise als Hohlprofile aus Stahlblech aufgebaut sind. Unter anderem durch Längsträger wird bei ungleichmäßiger Krafteinleitung (Offset-Crash, Fahrzeug trifft nur mit einem Teil des Vorderwagens auf ein Hindernis) eine möglichst gleichmäßige Verteilung der Kräfte auch auf Strukturen der stoßabgewandten Seite erreicht.
- Seite: Bei einem Aufprall von der Seite steht nur ein sehr geringer Deformationsweg zur Verfügung, und gleichzeitig wird die Struktur hauptsächlich auf Biegung beansprucht, was beides unvorteilhaft für die Energieabsorption ist. Der Seitenaufprall ist also die kritischste Aufprallform. In der Tür befinden sich Teile wie Lautsprecher, Fensterhebe- und Türschließmechanismen. Um ein Eindringen dieser Teile in den Fahrgastraum zu verhindern wird eine entsprechende Türinnenverkleidung eingesetzt. Seitenairbags wirken als innere Deformationszone zwischen Passagier und Seitenwand.
- Heck: Der Heckaufprall ist recht unproblematisch, da die Relativgeschwindigkeiten zum Hindernis üblicherweise eher gering sind und ein großer Deformationsweg frei von störenden Elementen wie z. B. einem Motorblock vorliegt. Einzig der Kraftstofftank liegt normalerweise im Heck. Um die gesetzlich vorgeschriebene Dichtheit der Kraftstoffanlagen zu erreichen, wird der Tank möglichst weit vorn und unten angeordnet, oft unter der Rücksitzbank.

Schematische Skizze Crashtube

In modernen Automobilen ist die Karosserie gezielt auf Crashverhalten ausgelegt. Die Fahrzeugfront kann man grob in drei Zonen einteilen:
- Der erste Bereich ist darauf ausgelegt, bei Kollisionen mit geringen Geschwindigkeiten, z. B. bei Parkremplern, bleibende Schäden am Fahrzeug zu verhindern. Dies wird durch elastische Elemente, wie unter anderem der Frontschürze, erreicht. Bei manchen Fahrzeugen wird dazu der Stoßfänger mit Schaum oder ähnlichen elastischen Stoffen gefüllt.
- Der zweite Bereich soll bei weniger schweren Kollisionen (bis ca. 20 km/h) dafür sorgen, dass die tragende Struktur des Fahrzeugs nicht beschädigt wird und eine Reparatur möglichst kostengünstig durchgeführt werden kann. Dazu werden unter anderen sogenannte Crashtubes oder Crashboxen eingesetzt. Crashtubes bestehen aus einem hohlen Stahlprofil, welches die auftreffende Energie durch Aufrollen des Profils umwandelt. Im Bild ist links die unverformte, rechts die aufgerollte Crashtube zu sehen.
- Der dritte Bereich ist der sogenannte Überlebensraum, welcher maximal steif ausgelegt ist, um das Überleben der Insassen zu sichern.

Die Zonen 1 und 2 fallen demnach unter die Kategorie Knautschzone.

## Kompatibilität
Unter Kompatibilität versteht man den Versuch, auch bei ungleichen Unfallgegnern (z. B. schwere Limousine gegen Kleinwagen, aber auch Auto gegen Fußgänger/Fahrradfahrer usw.) das Verletzungsrisiko für alle Beteiligten möglichst niedrig zu halten. Vereinfacht gesprochen funktioniert das nach dem Grundsatz: je größer und schwerer das Fahrzeug, desto weicher die Deformationszonen. Das führt dazu, dass z. B. bei der Kollision eines Kleinwagens mit einem schwereren, größeren Fahrzeug das letztere den größeren Teil der kinetischen Energie beider Fahrzeuge absorbiert, da ihm in der Regel ein erheblich größerer Deformationsweg zur Verfügung steht. So ist für die Insassen des kleineren Fahrzeuges das Verletzungsrisiko gegenüber den Insassen des schwereren Wagens nicht deutlich erhöht. Diese Entwicklung ist jedoch noch relativ neu.
Größere öffentliche Aufmerksamkeit bezüglich der ungleichen Masseverhältnisse von Fahrzeugen verschiedener Klassen bei einem Unfall erzeugte ein Crashtest Mitte der 1990er Jahre, bei dem eine Limousine der Mercedes-Benz S-Klasse (W 140) mit einem Opel Corsa B kollidierte. Nach dem Frontalcrash mit 50/50 Überdeckung der Fahrzeuge zeigten sich an der S-Klasse nur marginale Verformungen, während die Knautschzone des Corsas komplett zusammenbrach und Beschädigungen an der Fahrgastzelle nach sich zog.
Als Reaktion auf diese Testergebnisse passte Mercedes-Benz seinen Insassenschutz an die Kompatibilität und Anforderungen von Kollisionen mit kleineren Fahrzeugen umfassend an.